# 90370 Jókaimór
(90370) Jókaimór, denumire internațională (90370) Jokaimor, este un asteroid din centura principală de asteroizi.

## Descriere
90370 Jókaimór este un asteroid din centura principală de asteroizi. A fost descoperit pe 7 iulie 2003 la Piszkesteto de Krisztián Sárneczky și Brigitta Sipőcz. Asteroidul prezintă o orbită caracterizată de o semiaxă mare de 3,13 ua, o excentricitate de 0,11 și o înclinație de 8,2° în raport cu ecliptica.